# プレスハード
バンダイから2005-2006年に短期間だけ販売されていた1/55スケールのスロットカー。

商品開発には、レーシングドライバーの影山正美選手、小倉クラッチ社長などといった層々たるレース関係者も携わっていた。
スロットカー自体はステアリングのギミックをつけ、シャシーにウエイトを搭載しマグネットのない形態で、コーナーで慣性ドリフトを楽しむというものであった。ウエイトの個数・位置によってセッティングが変更できた。

コントローラーは抵抗式ではなく、ヒューズデザイン社のFETを使ったデジタルアンプ式コントローラー"ATOM"をベースとした豪華なもので、アクセル開度に応じてサウンドを出すギミックが追加されたものであった。サウンドは車種によって割り当てられたキーによってそれぞれの車種のエンジンサウンドを発生させていた。
当初、モデルカーズ、クアント等の雑誌、メディアで紹介され前評判が高く、これまでのスロットカーの愛好家のみならず、ミニカーの愛好家にも期待感が広まったが、実際に販売された物のクオリティーは大々的にメディアで紹介された割にはあまりにも出来が悪く、走行性能も話にならないレベルであった(スロットカー業界では予想通りの結果といわれていた)。
価格、その他の要因により妥協を重ねた結果、期待したものにはならなかったと思われる。また、他のスロットカーとの互換性もなく、拡張性がなかったのも致命的となった。
ドリフト機構、サウンド機能がつくなど画期的な一面もあったのだが、ドリフトはすでに1/32のスロットカーでプレスハード以上の挙動ができたし、ステアリング機能もスケールが小さいため走行中はギミックを見ることはできず、サウンド機能も実際は車の挙動をつかむことを阻むものでしかなかった。プレスハードの売りの部分が結局仇となってしまった。
また、車のアイテムを展開しようとしたものの、版権の問題で進まなかった。
もっとも、根本的に日本国内での家庭用スロットカーの育つ土壌が乏しかったのも普及を妨げた最大の要因であるかもしれない。
また、購買対象を比較的、経済的余裕のある層に的を絞ったのも一因であると考えられる。また開発当初、バンダイの開発責任者による従来のスロットカー業界に対する敵対的な発言をメディアで展開し模型業界の反感を買ったことも、プレスハードの失敗につながったのも当然の結果と言えよう。